# Horridovalva
Horridovalva är ett släkte av fjärilar. Horridovalva ingår i familjen stävmalar.
Kladogram enligt Catalogue of Life:
| Horridovalva | \| \| Horridovalva renatella \| \| \| \| \| \| Horridovalva tenuiella \| \| \| \| |
|              | \| \| Horridovalva renatella \| \| \| \| \| \| Horridovalva tenuiella \| \| \| \| |
|              | Horridovalva renatella                                                            |
|              |                                                                                   |
|              | Horridovalva tenuiella                                                            |
|              |                                                                                   |